# New York Blackout
New York Blackout és una pel·lícula de thriller de terror de coproducció franco-quebequesa dirigida per Eddy Matalon i estrenada el 1978. Fou rodada en anglès.

## Sinopsi
Durant el famós apagament de la ciutat de Nova York del 1977 quatre criminals sàdics s'escapen de la presó durant un trasllat i s'apoderen d'un elegant complex d'apartaments de Manhattan. Allí comencen a saquejar i atemorir els seus habitants segrestant-los i robant-los.

## Repartiment
- Jim Mitchum : Dan Evans
- Robert Carradine: Christie
- Belinda Montgomery : Annie Gallo
- Ray Milland: Richard Stafford
- June Allyson: Mme Grant
- Jean-Pierre Aumont: Henri Lee
- Don Granberry : Chico
- Terry Haig : Eddy
- Victor B. Tyler : Marcus
- Fred Doederlein : M. Grant